# Lệnh Đêm đen và Sương mù
Đêm và sương mù (tiếng Đức: Nacht und Nebel, tiếng Anh: Night and Fog) còn được gọi là Nghị định về Đêm và Sương mù, là một chỉ thị do Adolf Hitler ban hành vào ngày 7 tháng 12 năm 1941 nhắm vào các nhà hoạt động chính trị và "những người giúp đỡ" kháng chiến ở các vùng lãnh thổ bị chiếm đóng bởi Đức Quốc xã trong Chiến tranh thế giới thứ hai. Họ bị bỏ tù, sát hại hoặc cưỡng bức biến mất, trong khi gia đình và công chúng vẫn không chắc chắn về số phận hoặc nơi ở của người bị cáo buộc phạm tội chống lại quyền lực chiếm đóng của Đức Quốc xã. Những nạn nhân biến mất trong những hoạt động bí mật này thường không bao giờ được nhắc đến nữa.

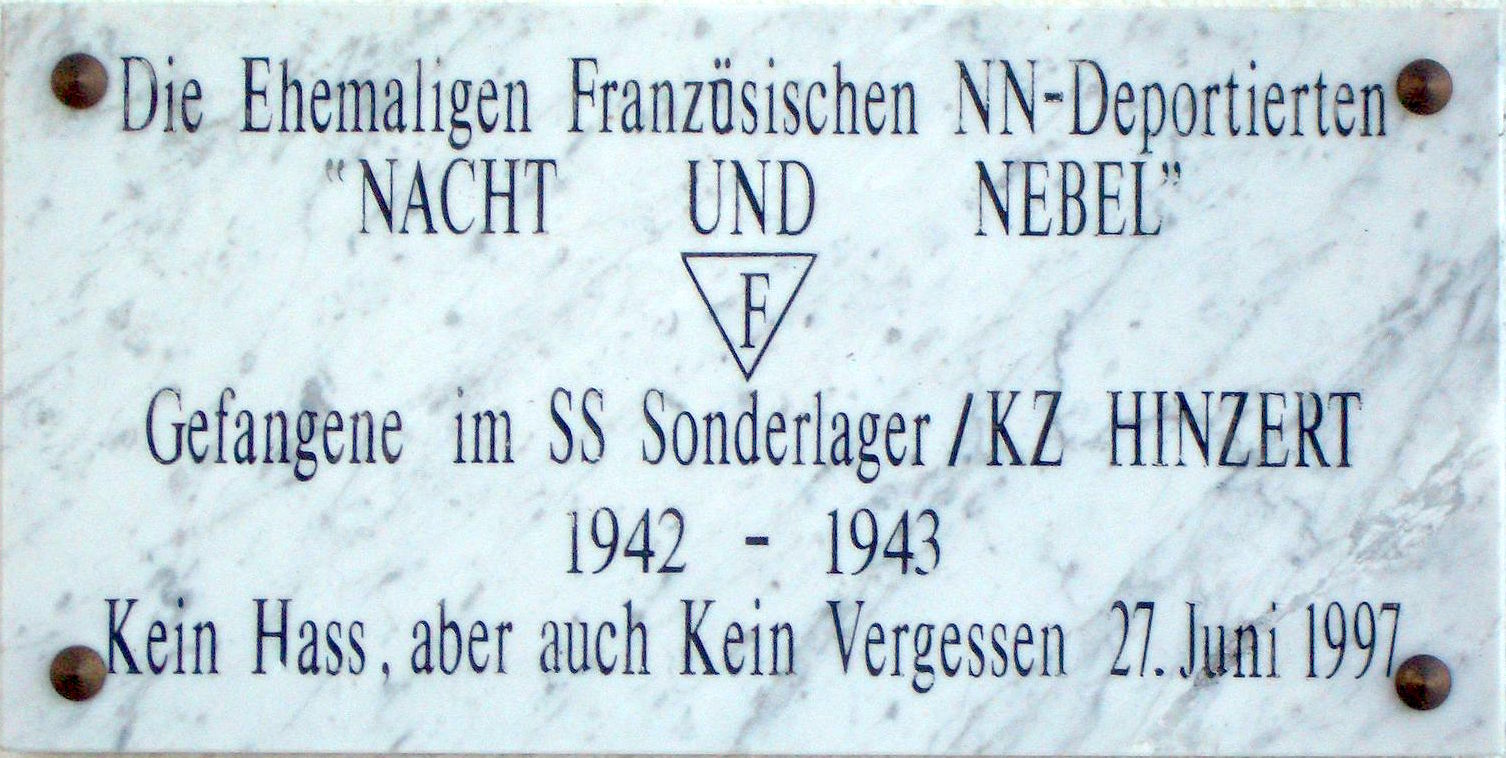
Tấm biển tưởng niệm các nạn nhân người Pháp tại trại tập trung Hinzert, thể hiện các biểu hiện Nacht und Nebel và "NN-Deported"

## Tên gọi
Các ám chỉ Nacht und Nebel (tiếng Đức nghĩa là "Đêm và sương mù") được ghi lại bằng tiếng Đức từ đầu thế kỷ 17. Nó được Wagner sử dụng trong Das Rheingold (1869) và từ đó được sử dụng trong tiếng Đức hàng ngày (ví dụ: nó xuất hiện trong The Magic Mountain của Thomas Mann). Không rõ liệu thuật ngữ Nacht-und-Nebel-Erlass ("Chỉ thị về Đêm và Sương mù") đã được lưu hành rộng rãi hay được sử dụng công khai trước năm 1945. Tuy nhiên, tên gọi "NN" đôi khi được sử dụng để chỉ tù nhân và người bị trục xuất ("NN-Gefangener", "NN-Häftling", "NN-Sache") vào thời điểm đó.

## Bối cảnh

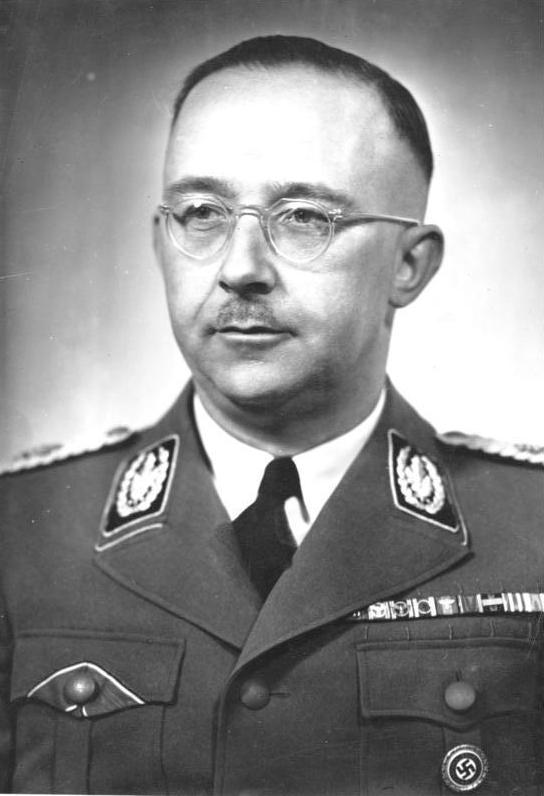
Heinrich Himmler đã ban hành lệnh Đêm và sương mù vào năm 1941.

Ngay cả trước khi Holocaust đạt được động lực vào năm 1941, Đức Quốc xã bắt đầu vây bắt các tù nhân chính trị - cả ở Đức và các nước châu Âu bị chiếm đóng. Hầu hết các tù nhân đầu tiên thuộc hai loại: hoặc là tù nhân chính trị vì niềm tin hoặc niềm tin cá nhân mà Đức Quốc xã cho là cần "cải tạo" theo lý tưởng của Đức Quốc xã, hoặc là các thủ lĩnh kháng chiến ở Tây Âu bị chiếm đóng.
Cho đến khi sắc lệnh Nacht und Nebel được ban hành vào tháng 12 năm 1941, tù nhân từ Tây Âu đã bị lính Đức xử lý theo cách gần giống như các nước khác: theo các thỏa thuận và thủ tục quốc tế như Công ước Geneva. Tuy nhiên, AB-Aktion (tiếng Đức: Außerordentliche Befriedungsaktion, 'Chiến dịch bình định bất thường') ở Ba Lan do Đức chiếm đóng (thực hiện từ năm 1940 trở đi) đã báo trước và song song với các hoạt động của Nacht und Nebel, hoạt động với các phương pháp tương tự.
Hitler và các nhân viên cấp cao của ông ta đã đưa ra một quyết định quan trọng là không tuân theo những gì họ cho là những quy tắc không cần thiết, và trong quá trình đó đã từ bỏ "mọi tinh thần hiệp sĩ đối với đối thủ" và xóa bỏ "mọi kiềm chế truyền thống đối với chiến tranh". Trong phiên tòa xét xử Bộ Tư lệnh Tối cao Wehrmacht (OKW) ở Nuremberg năm 1945-1946, người đứng đầu bộ phận pháp lý của OKW, Giám đốc Bộ trưởng và Tướng Tiến sĩ Rudolf Lehmann, đã làm chứng rằng Hitler thực sự đã yêu cầu những người chống đối chế độ không thể ngay lập tức đưa ra một thử nghiệm ngắn nên được đưa qua biên giới sang Đức trong "Đêm và sương mù" và bị cô lập ở đó.
Vào ngày 7 tháng 12 năm 1941, Reichsführer-SS Heinrich Himmler đã ban hành chỉ thị sau cho Gestapo:
 Sau một thời gian dài cân nhắc, Quốc trưởng mong muốn rằng các biện pháp được áp dụng đối với những người phạm tội chống lại Đế chế hoặc chống lại lực lượng chiếm đóng ở các khu vực bị chiếm đóng phải được thay đổi. Quốc trưởng cho rằng, trong những trường hợp như vậy, hình phạt khổ sai hoặc thậm chí là án lao động khổ sai chung thân sẽ được coi là dấu hiệu của sự yếu đuối. Một biện pháp răn đe hiệu quả và lâu dài chỉ có thể đạt được bằng hình phạt tử hình hoặc bằng những biện pháp khiến gia đình và người dân không chắc chắn về số phận của người phạm tội. Trục xuất về Đức phục vụ mục đích này.
Tại Bộ Tư lệnh Lực lượng Vũ trang Tối cao, Thống chế Wilhelm Keitel cũng đã nhận được cái gọi là "sắc lệnh của Quốc trưởng" từ Hitler vào ngày 7 tháng 12 năm 1941, và mặc dù mệnh lệnh này không được ghi thành văn bản, Keitel ngay lập tức chuyển nó cho các cơ quan có thẩm quyền dưới hình thức của "các hướng dẫn" và tương tự như vậy đã ban hành một nghị định bí mật chứa đựng các hướng dẫn chi tiết hơn để thực hiện nó. Về cơ bản, sắc lệnh này đề cập đến cách chống lại các hành động phản kháng ngày càng gia tăng tại các vùng lãnh thổ bị Đức chiếm đóng ở Tây Âu một cách hiệu quả hơn sau khi cuộc chiến tranh của phe Trục chống lại Liên Xô bắt đầu vào tháng 6 năm 1941. Nghị định "Đêm và sương mù" ban đầu chỉ liên quan đến công dân của Pháp, Bỉ, Hà Lan, Luxembourg và Na Uy. Tuy nhiên, cuối cùng một số người bị giam dưới án lệnh Nacht und Nebel đến từ Ba Lan, Hungary, Hy Lạp, Nam Tư, Slovakia và Ý.
Vào ngày 12 tháng 12, Keitel ban hành chỉ thị giải thích mệnh lệnh của Hitler:
 Sự đe dọa hiệu quả và lâu dài chỉ có thể đạt được bằng hình phạt tử hình hoặc bằng các biện pháp mà người thân của tội phạm không biết về số phận của tội phạm.

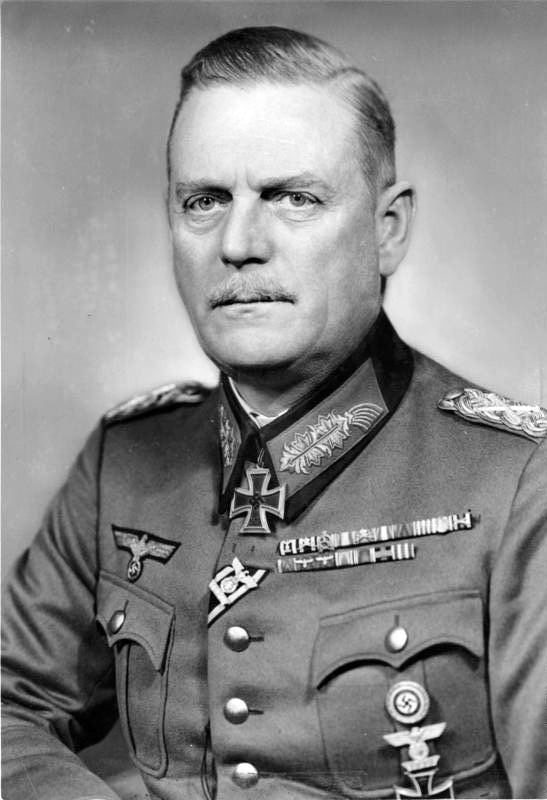
Wilhelm Keitel đã mở rộng chương trình đàn áp Nacht und Nebel sang các nước đang bị quân đội chiếm đóng.

Ba tháng sau, Keitel tiếp tục mở rộng nguyên tắc này trong một lá thư tháng 2 năm 1942 nêu rõ rằng bất kỳ tù nhân nào không bị xử tử trong vòng 8 ngày sẽ được giao cho Gestapo và:
 Được bí mật vận chuyển đến Đức và việc xử lý tiếp theo những người phạm tội sẽ diễn ra tại đây; những biện pháp này sẽ có tác dụng răn đe vì:
 A. Tù nhân sẽ biến mất không dấu vết.
 B. Không có thông tin nào được cung cấp về nơi ở hoặc số phận của họ.
Sicherheitsdienst (Cơ quan An ninh; SD) của Reinhard Heydrich được giao trách nhiệm giám sát và thực hiện sắc lệnh Nacht und Nebel. SD chủ yếu là cơ quan thu thập thông tin, trong khi Gestapo hoạt động với tư cách là cơ quan điều hành chính của hệ thống cảnh sát chính trị. Sắc lệnh nhằm mục đích đe dọa người dân địa phương phải phục tùng, bằng cách không cho bạn bè và gia đình của những người bị bắt giữ biết bất kỳ thông tin nào về nơi ở hoặc số phận của họ. Các tù nhân được bí mật chuyển đến Đức và biến mất không dấu vết. Năm 1945, các bản ghi SD bị bỏ rơi được phát hiện chỉ bao gồm tên và chữ cái đầu "NN" (Nacht und Nebel); ngay cả địa điểm của các ngôi mộ cũng không được ghi lại. Đức Quốc xã thậm chí còn đặt ra một thuật ngữ mới cho những người "biến mất" theo sắc lệnh này; họ đã vernebelt—"biến thành sương mù". Cho đến nay vẫn chưa biết có bao nhiêu người đã mất tích do sắc lệnh này. Tòa án quân sự quốc tế tại Nuremberg cho rằng những vụ mất tích được thực hiện trong khuôn khổ chương trình Nacht und Nebel là tội ác chiến tranh vi phạm cả Công ước La Hay và luật tục quốc tế.
Himmler ngay lập tức truyền đạt chỉ thị của Keitel tới nhiều trạm SS khác nhau, và trong vòng sáu tháng, Richard Glücks gửi sắc lệnh tới các chỉ huy các trại tập trung. Các tù nhân ở Nacht und Nebel hầu hết đến từ Pháp, Bỉ, Luxembourg, Đan Mạch, Hà Lan và Na Uy. Họ thường bị bắt vào lúc nửa đêm và nhanh chóng bị đưa đến các nhà tù cách đó hàng trăm km để thẩm vấn, cuối cùng sẽ đến các trại tập trung như Natzweiler, Esterwegen hoặc Gross-Rosen nếu sống sót.
Đặc biệt, trại tập trung Natzweiler đã trở thành trại biệt giam dành cho các tù nhân chính trị từ Bắc và Tây Âu theo lệnh của sắc lệnh. Natzweiler là trại tập trung nổi bật nhất với các tù nhân NN và có lẽ cũng là trại mà hầu hết họ đã ở đó lâu nhất. Khi các trại tập trung ở phía đông và phía tây của châu Âu do Đức chiếm đóng bị giải tán trước sự tiến công của quân đội Đồng minh và các tù nhân của họ đã được sơ tán - thường là trong những cuộc hành quân tử thần tàn khốc - các trại nằm ở trung tâm như Dachau và Mauthausen vào cuối Thế chiến II chứa đầy hàng ngàn tù nhân NN, những người có địa vị đặc biệt phần lớn đã bị mất trong sự hỗn loạn của những tháng cuối cùng trước ngày giải phóng.
Tính đến ngày 30 tháng 4 năm 1944, ít nhất 6.639 người đã bị bắt theo lệnh của Nacht und Nebel. Khoảng 340 người trong số họ có thể đã bị hành quyết. Bộ phim Night and Fog năm 1956, do Alain Resnais đạo diễn, sử dụng thuật ngữ này để minh họa một khía cạnh của hệ thống trại tập trung khi nó biến thành hệ thống trại lao động và trại tử thần.

## Văn bản nghị định
Chỉ thị truy tố các hành vi phạm tội xảy ra trong lãnh thổ bị chiếm đóng chống lại Nhà nước Đức hoặc thế lực chiếm đóng, ngày 7 tháng 12 năm 1941.
Trong các vùng lãnh thổ bị chiếm đóng, các phần tử cộng sản và các nhóm khác thù địch với Đức đã tăng cường nỗ lực chống lại Nhà nước Đức và các thế lực chiếm đóng kể từ khi chiến dịch Barbarossa bắt đầu. Số lượng và mức độ nguy hiểm của những âm mưu này buộc chúng ta phải thực hiện các biện pháp nghiêm khắc để ngăn chặn. Trước hết, các chỉ thị sau đây sẽ được áp dụng:
I. Trong các lãnh thổ bị chiếm đóng, hình phạt thích đáng đối với các hành vi phạm tội chống lại Nhà nước Đức hoặc thế lực chiếm đóng gây nguy hiểm cho an ninh hoặc trạng thái sẵn sàng của họ về nguyên tắc là hình phạt tử hình.
II. Các hành vi phạm tội được liệt kê trong đoạn I theo quy định chỉ được xử lý ở các quốc gia bị chiếm đóng nếu có khả năng bản án tử hình sẽ được chuyển cho người phạm tội, ít nhất là người phạm tội chính, và nếu việc xét xử và thi hành án có thể được hoàn thành. trong một thời gian rất ngắn. Nếu không thì những kẻ phạm tội, ít nhất là những kẻ phạm tội chính, sẽ bị đưa đến Đức.
III. Tù nhân bị đưa đến Đức chỉ phải tuân theo thủ tục quân sự nếu các lợi ích quân sự cụ thể yêu cầu điều này. Trong trường hợp chính quyền Đức hoặc nước ngoài hỏi về những tù nhân như vậy, họ phải được thông báo rằng họ đã bị bắt nhưng quá trình tố tụng không cho phép cung cấp thêm bất kỳ thông tin nào.
IV. Các chỉ huy tại các vùng lãnh thổ bị chiếm đóng và các cơ quan có thẩm quyền của Tòa án trong khuôn khổ quyền tài phán của họ phải chịu trách nhiệm cá nhân về việc tuân thủ nghị định này.

V. Tổng tư lệnh các lực lượng vũ trang quyết định áp dụng sắc lệnh này ở những vùng lãnh thổ bị chiếm đóng. Ông được ủy quyền giải thích và ban hành các mệnh lệnh điều hành và bổ sung. Bộ trưởng Bộ Tư pháp Đế chế sẽ ban hành các mệnh lệnh hành pháp trong phạm vi quyền hạn của mình.

## Lý do dẫn đến mệnh lệnh
Có rất nhiều lý do dẫn đến Nacht und Nebel. Chính sách này được thi hành ở các nước bị Đức Quốc xã chiếm đóng, có nghĩa là bất cứ khi nào ai đó bị bắt, gia đình sẽ không biết gì về số phận của người đó. Những người bị bắt, đôi khi chỉ bị tình nghi là những người chống đối, được bí mật đưa đến Đức và có lẽ bị đưa đến một trại tập trung. Dù họ sống hay chết, người Đức sẽ không cung cấp thông tin gì cho các gia đình liên quan. Điều này được thực hiện để giữ yên tĩnh cho người dân ở các quốc gia bị chiếm đóng bằng cách thúc đẩy bầu không khí bí ẩn, sợ hãi và khủng bố.
Chương trình này đã gây khó khăn hơn nhiều cho các chính phủ hoặc tổ chức nhân đạo khác khi buộc tội chính phủ Đức về hành vi sai trái cụ thể vì nó che giấu việc thực tập hay cái chết có xảy ra hay không, chứ chưa nói đến nguyên nhân khiến người đó mất tích. Do đó, nó giúp Đức Quốc xã không phải chịu trách nhiệm. Nó cho phép sự thách thức trong im lặng, xuyên suốt các hiệp ước và công ước quốc tế - người ta không thể áp dụng các yêu cầu đối xử nhân đạo trong chiến tranh nếu người ta không thể xác định được nạn nhân hoặc nhận ra số phận của nạn nhân đó. Ngoài ra, chính sách này còn làm giảm bớt những lo lắng về mặt đạo đức của thần dân Đức đối với chế độ Đức Quốc xã, cũng như mong muốn lên tiếng chống lại chế độ này, bằng cách khiến công chúng không biết gì về hành vi sai trái của chế độ và bằng cách tạo ra áp lực cực lớn buộc các quân nhân phải giữ im lặng.

## Đối xử với các tù nhân

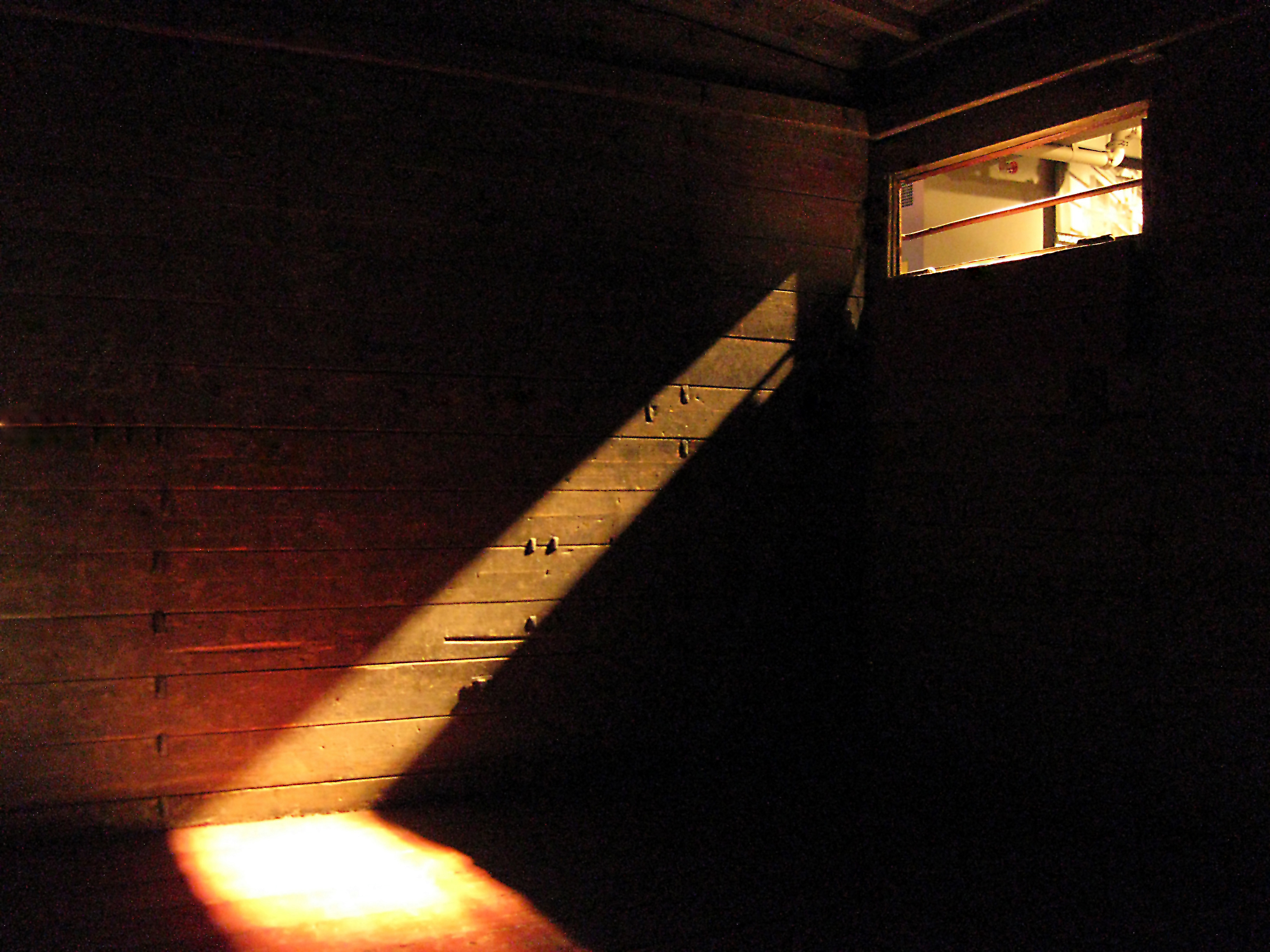
Bản sao của toa tàu chở hàng Holocaust được Đức Quốc xã sử dụng để vận chuyển người Do Thái và các nạn nhân khác trong Holocaust

Tóc của các tù nhân Nacht und Nebel bị cạo trọc, và những người phụ nữ được mặc trang phục tù nhân gồm một chiếc váy cotton mỏng, dép gỗ và một chiếc khăn trùm đầu màu đen hình tam giác. Theo nhà sử học Wolfgang Sofsky:
 Tù nhân của chuyến vận chuyển Nacht und Nebel được đánh dấu bằng những dải màu đỏ rộng; trên lưng và hai ống quần có hình cây thánh giá, bên phải có chữ "NN". Từ những biểu tượng này, có thể nhận ra ngay tù nhân thuộc tầng lớp nào và họ được SS phân loại và đánh giá như thế nào.
Các tù nhân dường như thường được di chuyển một cách ngẫu nhiên từ nhà tù này sang nhà tù khác, như Nhà tù Fresnes ở Paris, Waldheim gần Dresden, Leipzig, Potsdam, Lübeck và Stettin. Đôi khi, những người này bị dồn 80 người đứng cùng lúc vào những chiếc xe chở gia súc di chuyển chậm, bẩn thỉu với rất ít, thậm chí không có thức ăn hay nước uống trong hành trình kéo dài tận năm ngày tới điểm đến tiếp theo.
Tại các trại, vào lúc 5 giờ mỗi sáng, các tù nhân bị buộc phải đứng hàng giờ liền trong điều kiện lạnh giá và ẩm ướt; đứng nghiêm chỉnh trước khi bị đưa đi làm 12 giờ một ngày, trong khi chỉ có 20 phút giải lao để ăn. Họ bị giam giữ trong điều kiện lạnh giá và đói khát; nhiều người mắc bệnh lỵ hoặc các bệnh khác, và những người yếu nhất thường bị đánh đến chết, bị bắn, bị chém hoặc treo cổ, trong khi những người khác bị quân Đức tra tấn.
Khi các tù nhân hoàn toàn kiệt sức hoặc quá ốm hoặc quá yếu để làm việc, họ sẽ được chuyển đến Revier (Krankenrevier, doanh trại bệnh tật) hoặc những nơi khác để tiêu diệt. Nếu trại không có phòng hơi ngạt riêng, những người được gọi là Muselmänner, hay những tù nhân ốm quá không thể làm việc, thường bị sát hại hoặc chuyển đến các trại tập trung khác để tiêu diệt.
Khi quân Đồng minh giải phóng Paris và Brussels, SS đã vận chuyển nhiều tù nhân Nacht und Nebel còn lại của họ đến các trại tập trung sâu hơn trong lãnh thổ do Đức Quốc xã kiểm soát, như trại tập trung Ravensbrück dành cho phụ nữ, trại tập trung Mauthausen-Gusen, trại tập trung Buchenwald, Schloss Hartheim, hay trại tập trung Flossenbürg.

## Kết quả

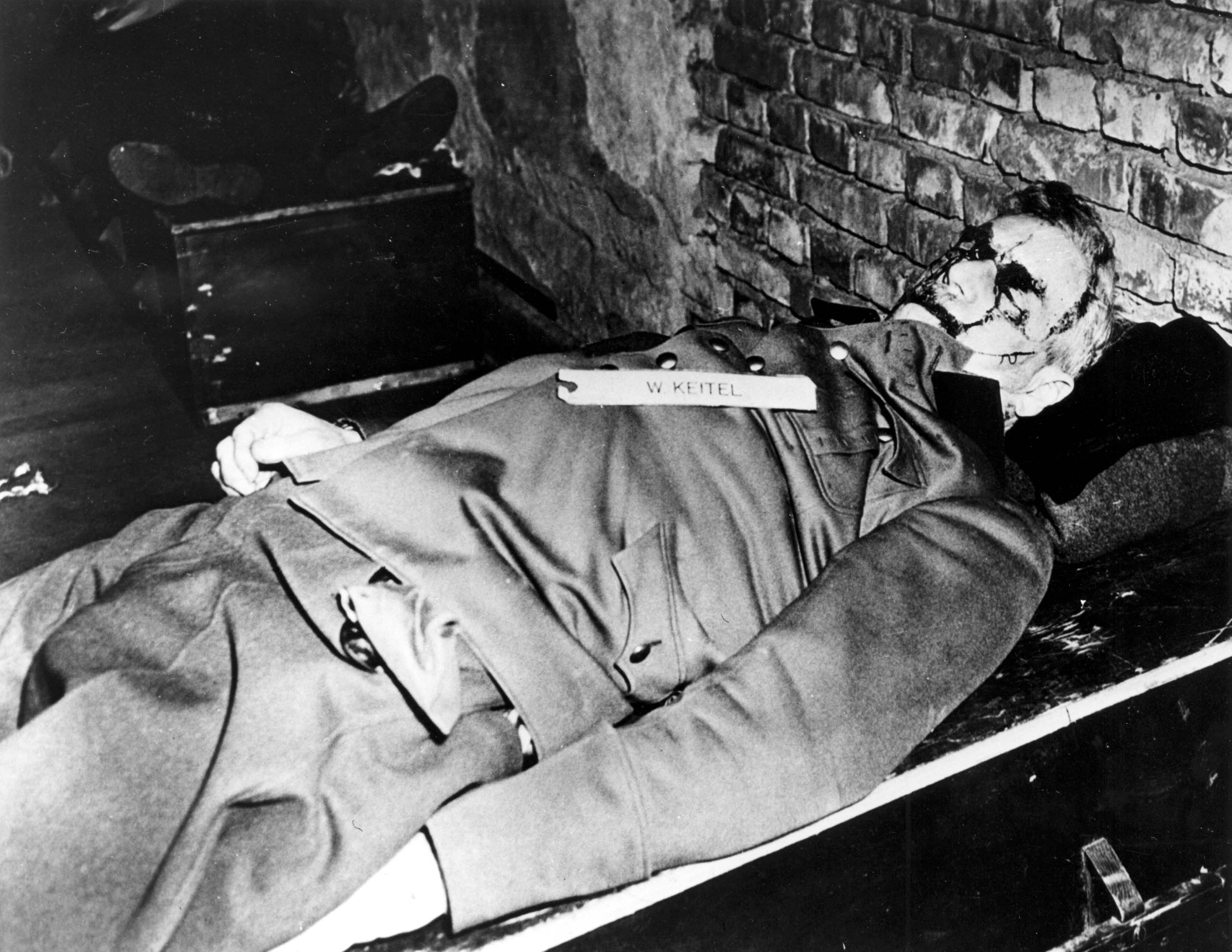
Thi thể của Wilhelm Keitel sau khi bị hành quyết, 1946

Đầu chiến tranh, chương trình này đã gây ra các vụ hành quyết hàng loạt tù nhân chính trị, đặc biệt là tù binh Liên Xô, những người vào đầu năm 1942 đã vượt qua số người Do Thái về số người chết ngay cả ở Auschwitz. Khi các phương tiện vận tải phát triển và quân đội của Hitler di chuyển khắp châu Âu, tỷ lệ đó đã thay đổi đáng kể. Sắc lệnh Nacht und Nebel được thực hiện một cách lén lút, nhưng nó đặt nền tảng cho những mệnh lệnh tuân theo và thiết lập một "chiều hướng sợ hãi mới". Khi chiến tranh tiếp tục, sự cởi mở của các sắc lệnh và mệnh lệnh như vậy cũng tăng theo.
Có thể phỏng đoán từ nhiều bài viết khác nhau rằng ban đầu công chúng Đức chỉ biết một chút về kế hoạch mà Hitler phải thực thi một "Trật tự châu Âu mới". Nhiều năm trôi qua, bất chấp những nỗ lực hết mình của Joseph Goebbels và bộ Tuyên truyền với khả năng kiểm soát thông tin nội địa đáng gờm, các nhật ký và tạp chí định kỳ thời đó cho thấy rằng thông tin về sự khắc nghiệt và tàn ác của chương trình này dần dần được công chúng Đức biết đến.
Những người lính mang về thông tin, những gia đình hiếm hoi được nghe tin từ hoặc về những người thân yêu và các nguồn tin tức của Đồng minh và BBC thỉnh thoảng có thể "lách" kiểm duyệt. Mặc dù các kho lưu trữ thu được từ SD chứa nhiều mệnh lệnh được đóng dấu "NN" (Nacht und Nebel), nhưng người ta chưa bao giờ xác định chính xác có bao nhiêu người đã biến mất do sắc lệnh.
Do dự nếu không muốn nói là hoàn toàn hoài nghi khi nghe những báo cáo đầu tiên về hành động tàn bạo của Đức Quốc xã, những nghi ngờ của quân Đồng minh đã bị gạt sang một bên khi quân Pháp tiến vào trại Natzweiler-Struthof (một trong những cơ sở Nacht und Nebel) vào ngày 23 tháng 11 năm 1944, và phát hiện ra một căn phòng nơi cổ tay nạn nhân bị treo lên móc để phù hợp với quá trình bơm khí độc Zyklon-B vào phòng. Keitel sau đó đã làm chứng tại Phiên tòa Nuremberg rằng trong số tất cả các mệnh lệnh bất hợp pháp mà ông đã thực hiện, sắc lệnh Nacht und Nebel là "điều tồi tệ nhất".
Cựu Thẩm phán Tòa án Tối cao và trưởng công tố viên tại phiên tòa quốc tế Nuremberg, Robert H. Jackson đã liệt kê sắc lệnh Nacht und Nebel "đáng sợ" cùng với những tội ác khác mà Đức Quốc xã đã gây ra trong bài phát biểu bế mạc của mình. Một phần vì vai trò của mình trong việc thực hiện sắc lệnh này, Keitel đã bị kết án tử hình bằng cách treo cổ, mặc dù anh ta nhất quyết muốn bị bắn vì nghĩa vụ quân sự và cấp bậc của mình. Vào lúc 1:20 sáng ngày 16 tháng 10 năm 1946 Keitel thách thức hét lên, "Alles für Deutschland! Deutschland über alles!" ngay trước khi cửa sập mở ra dưới chân hắn.

## Các tù nhân nổi bật

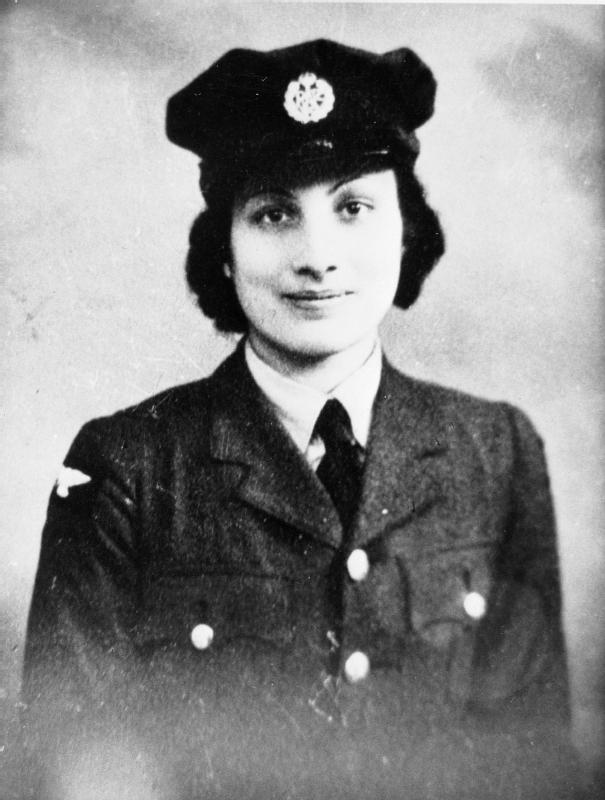
Noor Inayat Khan, một tình báo Anh tham gia phong trào Kháng chiến Pháp, nạn nhân của sắc lệnh Đêm đen và sương mù.

- Trygve Bratteli[a]
- Virginia d'Albert-Lake[b]
- Charles Delestraint[c]
- Andrée de Jongh[d]
- Noor Inayat Khan[e]
- Mary Lindell[f]
- Henriette Bie Lorentzen[g]
- Elsie Maréchal[h]
- Henriette Roosenburg[i]